# She Past Away
She Past Away is een Turkse postpunkband afkomstig uit Bursa.

## Biografie
De band werd in 2006 opgericht door Volkan Caner en İdris Akbulut, nadat zij eerder al in kleinere lokale bands gespeeld hadden. Akbulut gaf in een interview aan dat de muzikale achtergrond van deze bands varieerde van indie tot death metal. She Past Away was voor beiden echter de eerste band waarin zij besloten in het Turks te zingen. Dit was naar eigen zeggen doordat zij zich natuurlijker konden uitdrukken in hun moedertaal dan in het Engels. De band begon live op te treden in 2009, maar vanwege het ontbreken van grote belangstelling in thuisstad Bursa besloten zij te verhuizen naar het nabijgelegen Istanboel.
In Istanbul tekende ze een contract bij Remoov Records. Doruk Ozturkcan, een van de medeoprichters van dit label, geraakte door de jaren heen steeds nauwer verbonden met de band. In 2015 zou hij na het vertrek van Akbulut hem zelfs vervangen en als volwaardig bandlid toetreden. In 2012 bracht de band haar debuutalbum Belirdi Gece uit. Dit album werd wereldwijd digitaal gedistribueerd en was alleen in Turkije op vinyl verkrijgbaar. Ter promotie van het album toerde de band door Europa. Ook gaven ze enkele shows in Mexico.
Het succes van de band in het buitenland wordt nog weleens afgedaan als 'exotische bonus', omdat ze als alternatieve band uit een conservatief land nogal opvallen. De band wordt dikwijls een van de vertegenwoordigers van een alternatief Turkije genoemd, maar dit noemt Öztürkcan slechts schijn. Hoewel het succes in het buitenland er volgens hem wel degelijk voor zorgt dat de band in haar thuisland getolereerd wordt, hebben zij niet het gevoel bij te dragen aan enige verandering van de leefomstandigheden in het land zelf.
In 2015 bracht de band met Narin Yalnızlık haar tweede album uit, waarna Akbulut de groep verliet. Datzelfde jaar gebruikte de Belgische modeontwerper Kris van Assche muziek van de band voor de presentatie van zijn collectie voor Dior. De band noemde dit later zelf een verkeerde keuze, omdat de doelgroep voor Dior zich niet met hun muziek zou kunnen identificeren.
In 2019 verscheen het derde album van de band, Disko Anksiyete getiteld. Ter promotie van dit album toerde de band onder andere door Noord-Amerika.

## Bezetting
Huidige formatie
- Volkan Caner – zang, gitaar (2006–heden)
- Doruk Öztürkcan – keyboard, drum machine (2015–heden), productie (2009–heden)

Voormalige leden
- İdris Akbulut – bas (2006–2015)

## Discografie
Studioalbums
- 2012: Belirdi Gece (Remoov Records/ Fabrika Records)
- 2015: Narin Yalnızlık (Remoov Records/ Fabrika Records)
- 2019: Disko Anksiyete (Remoov Records/ Metropolis Records / Fabrika Records)

Ep's
- 2010: Kasvetli Kutlama (Remoov Records)